# Geling Yan
Geling Yan (cinese semplificato: 严歌苓; cinese tradizionale: 嚴歌苓; pinyin: Yán Gēlíng; Shanghai, 16 novembre 1958) è una scrittrice e sceneggiatrice cinese naturalizzata statunitense.

## Biografia
Nata a Shanghai nel 1958, vive e lavora a San Francisco.
Ballerina a 12 anni in una compagnia d'intrattenimento, ha servito l'Esercito Popolare di Liberazione per più di un decennio, congedandosi con il grado di tenente-colonnello.
Ha compiuto gli studi all'Università di Wuhan ottenendo un B.A. nel 1989 e al Columbia College di Chicago presso il quale ha conseguito un M.F.A. nel 1999.
Il suo esordio nella narrativa è avvenuto nel 1986 e da allora ha pubblicato più di venti opere tra romanzi, raccolte di racconti, saggi e sceneggiature.
Tra gli adattamenti cinematografici tratti dalle sue opere si segnalano due pellicole di Zhang Yimou: I fiori della guerra del 2011 e Lettere di uno sconosciuto del 2014.

## Opere tradotte in italiano
- I tredici fiori della guerra (Jing ling shisan chai, 2006), Milano, Rizzoli, 2012 traduzione di Letizia Sacchini ISBN 978-88-17-05706-6.

## Adattamenti cinematografici
- Siao Yu, regia di Sylvia Chang (1995)
- Xiu Xiu: The Sent Down Girl, regia di Joan Chen (1998)
- I fiori della guerra (The Flowers of War), regia di Zhang Yimou (2011)
- Lettere di uno sconosciuto (The Criminal Lu Yanshi), regia di Zhang Yimou (2014)